# Ифрикия
Ифрикия (на арабски: إفريقية) е историко-географска област и съвременното арабско название на Северна Африка. Средновековна Ифрикия обхваща днешен Тунис, Западна Либия Триполитания и Източен Алжир; всички тези територии пред това са обхванати от римската провинция Африка. Завзета е от мюсюлманите през 647 г., но съпротивата на съществуващото византийско и берберско население отслабва едва петдесет години по-късно.

## История
Южната граница на Ифрикия са полупустинни райони и солените блата на района Джерид (Djerid). Северната и западната граници се менят, като северната обхваща крайбрежието, но понякога достига до Сицилия, а западната достига до Бежая. Столицата на средновековна Ифрикия се намира в Картаген, после в Кайруан, Махдия и Тунис.
Върху завоюваните територии арабите различават три етно-социални групи:с. 25 – 6:
- рум – византийците, но и всички с латински произход или които говорят латински;
- африки – коренни жители, вече приели християнството;
- бербери – останали извън обхвата на римската цивилизация. В крайна сметка те приемат исляма, но никога не са асимилирани от арабите.

Около 700 г. в град Тунис е построено пристанище и тук се преселват стотина египетски фамилии, специалисти в корабостроенето. Това поставя началото на арабска флота, която започва да кръстосва Средиземно море.
От базата си в Кайруан арабската династия ислямски владетели Аглабиди извършват инвазия в Южна Италия през 827 г. и основават емирати в Сицилия и Бари, които съществуват до завоюването на територията от норманите.